# プログアニル
プログアニル（Proguanil）は、抗マラリア剤の一つで、マラリアの予防に用いられる。プログアニルはスポロゾイトに有効であり、熱帯熱マラリア原虫が赤血球内で増殖するのを抑制する作用を持つ。服用すると、体内で活性代謝物シクログアニルに代謝される。
クロロキンなど他の抗マラリア剤と併用して用いられるのが一般的である。
マラリア流行地域で生活する鎌状赤血球症の小児のマラリア予防にも長い事使用されている。
WHO必須医薬品モデル・リストに収載されている。

## 効能・効果
プログアニルは通常、アトバコンとの併用（合剤の商品名マラロン）またはクロロキンとの併用（合剤の商品名：サバリン）で用いられる。
プログアニル・アトバコンはクロロキン耐性・多剤耐性P. falciparum およびP. vivax の治療に使用される。
プログアニル・アトバコンはメフロキンよりも副作用が少なくいが、毎日服用する必要があるので高価である。

## 注意事項
プログアニルを数ヶ月以上服用する場合には、不機嫌や不安感等を感じる可能性があることに注意すべきである。これらの症状は徐々に出現し、急激に変化するものではない。

## 作用機序

活性代謝物シクログアニルの構造式

作用機序の一つは、環状代謝物シクログアニルが原虫の酵素ジヒドロ葉酸レダクターゼ（DHFR）に結合して葉酸代謝を阻害するものである。しかし、プログアニルはそれ自身でDHFR以外へも作用していると考えられる。